# Billboard 200
告示牌二百大專輯榜（英語：Billboard 200）是由美國音樂雜誌《告示牌》制作，公告全美銷量最高的前200張音樂專輯及迷你專輯，一般以《告示牌專輯榜》簡稱之。告示牌雜誌自1954年開始出現專輯排行榜，隨著時間推進，榜單的名稱或相關規定亦跟著時代有所變革，以求更符合當代潮流形態和整體公平性，該榜單是美國最具權威指標性的一份專輯排行榜單。

## 專輯榜簡介

### 名稱變革

《告示牌專輯榜》的名稱經過數次更迭，1954年最早使用《Best-Selling Popular Record Albums》，1961年至1972年《Billboard Top LPs》，1972年至1984年《Billboard Top LPs & Tape》，1984年至1985年《Billboard Top 200 Albums》，1985年至1992年《Billboard Top Pop Albums》，1992年改為《Billboard 200》後一直沿用至今，此名稱亦是本榜使用最久的名字。

### 規定變革
排行榜的排名由專輯在美國一週的銷量（包括零售和下載）決定。銷量的統計期間是週一到週日。Billboard會在每週四發表，發行日期是下週的週六。例如：
- 1月1日（週五）－銷售統計期間開始
- 1月7日（週四）－銷售統計期間終了
- 1月12日（週二）－發表新一期排行榜，發行日期是1月23日（週六）

基本上新專輯都是在週五開始發售。未來美國零售的專輯不計入排行榜。在沃爾瑪及星巴克等銷售的專輯過去長期不計入榜單，不過這一規定已在2007年11月7日廢止。新的規則體則在11月17日的榜單上。
告示牌專輯榜的計分方式曾數度變更，自1984年起，每年的第一週不另計新成績，各個名次不更動順延一週，所以每年的前兩週榜上專輯的名次都是相同的，這將使跨越年度的冠軍專輯無條件多出一週冠軍的成績，這種計分方式在1991年結束，自1992年起新年首週將重新計算成績。另外，告示牌單曲榜的計分變更也同上述。

告示牌在2014年11月公告一個重大的改變，就是告示牌排行榜的計算方式，除了實體銷量與被廣播播放次數之外，未來將加計串流點播與下載數據。告示牌和尼爾森音樂統計（提供告示牌數據的機構）即將在Billboard 200排行榜排名方式中，納入1500個串流平台數據，包括Spotify、Apple Music、Rdio、Rhapsody和Google Play，該榜是專輯排行榜，至於單曲排行榜則早在2005年採納線上串流和數位下載。告示牌的總裁Silvio Pietroluongo認為，這樣更能反映樂迷的喜好。
新的計算方式是指同專輯歌曲透過Apple Music或Spotify等串流音樂服務串流1,500次，就等同於銷售一張專輯。預估這將影響當紅流行歌手停留榜上的時間長短，以往這些歌手都呈現開高走低的情況，但加入數位聆聽的數據後，他們可能在榜上停留更久。這項改變也獲得唱片公司的支持，告示牌長久以來是歐美流行樂圈極為重要的音樂榜，採計數位聆聽後，預期新人將較有優勢與成名歌手競爭。儘管免費串流音樂服務引起許多詞曲作家、音樂製作人及歌手不滿，此外，若未將音樂上架串流或數位平台的歌手也吃虧，但串流音樂服務影響力逐漸擴大的態勢是不爭的事實，音樂人必須得面對消費者收聽音樂習慣轉變才是。

### 歷史上最暢銷專輯的歌手前10名 (1963–2015)
| 名次 | 藝人          |
| ---- | ------------- |
| 1    | 披頭四合唱團  |
| 2    | 滾石樂團      |
| 3    | 芭芭拉·史翠珊 |
| 4    | 葛斯·布魯克斯 |
| 5    | 艾爾頓·強     |
| 6    | 瑪麗亞·凱莉   |
| 7    | 赫柏·亞伯特   |
| 8    | 泰勒·斯威夫特 |
| 9    | 芝加哥合唱團  |
| 10   | 麥可·傑克森   |

## 專輯榜紀錄

### 歷史紀錄
- 第一張空降冠軍的男歌手專輯

《奇異船長與黃沙牛仔》 – 艾爾頓·強（1975.06.07）共7週冠軍。同年11月8日，艾爾頓·強以《西方的岩石》再度空降專輯榜冠軍並蟬連3週。
- 第一張空降冠軍的女歌手專輯

《惠妮》 – 惠妮·休斯頓（1987.06.27）共11週冠軍
- 第一張空降冠軍的團體組合專輯

《推磨的奴隸》 – 史奇洛樂團（1991.06.29）共1週冠軍
- 第一張空降冠軍的K-pop專輯

《Love Yourself 轉 'Tear'》 - 防彈少年團 (2018.05.27)。

### 累計紀錄
- 冠軍週數最長的專輯
  - 54週，《西城故事電影原聲帶》（1962–1963）
  - 男歌手為37週，《戰慄》 – 麥可·傑克森（1982–1983）
  - 女歌手為24週，《21》 – 愛黛兒（2011–2012）
- 擁有最多冠軍週的團體

132週，披頭四樂團
- 擁有最多冠軍週的男歌手

67週，艾維斯·普里斯萊
- 擁有最多冠軍週的女歌手

55週，泰勒·斯威夫特
- 擁有最長上榜週數的團體

1650週，平克·佛洛依德
- 擁有最多冠軍專輯團體

19張，披頭四樂團
- 擁有最多冠軍專輯男歌手

14張，Jay-Z
- 擁有最多冠軍專輯女歌手

12張，泰勒·斯威夫特
- 美國唱片業協會（RIAA）認證銷售量最高的專輯

3,800萬張，《Their Greatest Hits (1971–1975)》 – 老鷹合唱團（1976）。麥可·傑克森的《戰慄》以3,400萬張居次，目前在美國唱片業協會中，認證超過3,000萬張的專輯只有2張。
- 美國唱片業協會（RIAA）認證銷售量最高的男歌手專輯

3,400萬張，《戰慄》 – 麥可·傑克森（1982）
- 美國唱片業協會（RIAA）認證銷售量最高的女歌手專輯

2,000萬張，《Come On Over》 – 仙妮亞·唐恩（1997）
- 美國唱片業協會（RIAA）認證銷售量最高的樂團專輯

3,800萬張，《Their Greatest Hits (1971–1975)》 – 老鷹合唱團（1976）
- 美國唱片業協會（RIAA）認證銷售量最高的個人首張專輯

1,700萬張，《Jagged Little Pill》 – 艾拉妮絲·莫莉塞特（1995）
- 最多張鑽石唱片（1,000萬張）男歌手

葛斯·布魯克斯，9張，為所有歌手之冠
- 最多張鑽石唱片女歌手

仙妮亞·唐恩和惠妮·休斯頓兩人都是3張
- 最多張鑽石唱片團體

披頭四樂團，6張
- 冠軍專輯誕生數量最多的年份

2013年，共44張，該年度蟬連榜首最久的專輯是賈斯汀·提姆布萊克的《The 20/20 Experience》，獲得3週冠軍
- 冠軍專輯誕生數量最少的年份

1984年，5張。1983年也只有6張
- 两张冠军专辑间隔最短的歌手

泰勒·斯威夫特 距《美麗傳說》首次夺冠至《恆久傳說》 首次夺冠只间隔了四个月又18天
- 唯一一位连续四張专辑首周销量于美国本土突破100万的歌手

泰勒·斯威夫特
- 唯一一位连续七张专辑首周销量于美国本土突破50万的歌手

泰勒·斯威夫特
- 花費最長時間才摘冠的專輯

64週，寶拉·阿巴杜的首張專輯《永远是你的女孩》，1988年7月23日進入專輯榜，1989年10月7日登頂1週，1990年2月3日二度摘冠並連續9週，合計共10週冠軍。

## 外部連結
- Billboard 200（页面存档备份，存于）（英文）